# Muslim FC
Der Muslim Football Club ist ein 2010 gegründeter pakistanischer Fußballverein aus Chaman. Der Verein spielt in der höchsten Liga des Landes, der Pakistan Premier League.

## Erfolge
- All Pakistan Peace Tournament: 2017

## Stadion
Der Verein trägt seine Heimspiele im Government High School Stadium in Chaman aus. Das Stadion hat ein Fassungsvermögen von 4000 Personen.